# Теофил (Византийска империя)
Теофил (на гръцки: Θεόφιλος; * 813; † 20 януари 842 г.) е ромейски (източноримски) император (василевс), управлявал Източната римска империя (Византия) от 829 до 842 година. Втори по ред владетел от Аморийската династия, син (от Текла) и наследник на Михаил II.
Последен представител на императорите-иконоборци, Теофил е един от най-способните и образовани, макар и от недотам успешните, владетели на империята. Прочува се като мъдър, справедлив и смел човек, компетентен администратор, голям строител и меценат. Стреми се към засилване на императорската власт, предприема строги мерки срещу корупцията и лично ръководи войските в походи срещу арабите.

## Управление на Теофил

### Начало на управлението
Теофил първо управлява с баща си Михаил II, а след смъртта му в 829 г. става едноличен император на 16-годишна възраст. Той скоро поисква от Сената екзекуция на главните убийци на Лъв Арменец († 820 г.), предходника на баща му, въпреки Михаил им дължи възцаряването (а и живота) си и те са помилвани от него.
Теофил избира съпругата си Теодора измежду най-красивите девици в империята, специално събрани за целта в императорския дворец от втората майка на императора – Ефросина. На 5 юни 830 г. Теодора и Теофил са венчани в църквата Свети Стефан в Дафнийския дворец в Константинопол, след което Ефросина се оттегля в манастир. През време на брака им, Теодора ражда на императора 7 деца.
Началото на управлението му съвпада с период на икономически подем и мирни отношения - Империята не е заплашена от никого, освен от арабските пирати.

### Вътрешна политика
По времето на Теофил са ремонтирани градските стени на Константинопол, построена е нова болница и Хиподрум, дворец в арабски стил (Дворец Врия), Сигма,  Портика на Мистериите, Фонтанът Фиала и други сгради. Подобрена е бързината на пограничната сигнализация към столицата, подавана чрез светлинни сигнали между система от кули.
Любител на разкоша, блясъка и културата, Теофил събира в обкръжението си граматици, учени, художници, музиканти и различни хора на изкуството, въпреки че вкусовете му не са от най-висшите. Той обича също църковното песнопение и по празниците ръководи хора в храма Света София. Интересува се и от технически нововъведения – за да се впечатляват посетителите, в тронната зала на императора са поставени бронзови лъвове и птици, способни да се движат и да издават звуци, посредством скрити механизми.
Теофил има много блестящи качества и силен, но избухлив характер. Любовта му към справедливостта го води до вземане на много крути мерки. Действията му срещу корупцията са известни със своята показна стриктност и безпощадност, особено спрямо злоупотребите на високопоставените служители. Например, осъжда на публично бичуване един от братята на императрицата, понеже издига постройка, с която нарушава правата на съседката си (пречи й да вижда морето). В друг случай, заповядва да потопят търговски кораб натоварен със скъпи стоки, понеже се възмущава след като разбира, че е собственост на съпругата му – смята за недостойно императрицата да се занимава с търговия. В литературното произведение „Тимарион“, император Теофил е представен като един от съдниците на отвъдния свят.

### Иконоборство
Негов кръстник е иконоборският император Лъв Арменец, а възпитател и учител - изключителният учен и иконоборски патриарх Йоан VII Граматик. Баща му също е иконоборец. Император Теофил продължава донякъде тяхната политика, подхващайки през 832 г. ново преследването на иконопочитателите, стигайки и екзекуции, но общо взето не преследва привържениците на иконопочитанието, доколкото е уверен в тяхната лоялност и двете църковни партии съжителстват относително мирно в империята, при все че преимущественото положение се дава на иконоборците. Самите икони, въпреки че върху ползването и почитанието им има някои ограничения, систематически не се унищожават. Те остават в църквите, но са поставени на високо, за да не могат да бъдат стигани от поклонниците. Същевременно политиката му е представена от хронистите от следващите управления в пресилено тъмни краски. 
Освен популярността на иконите, сред народа и църквата, с която императорът се съобразява, от значение биват и настроенията в собственото му обкръжение - както жена му Теодора и тъща му Теоктиста Флорина, така и мащехата му Ефросина са иконопочитателки. Йоан Граматик също се противопоставя на проявите на жестокост от негова страна.
След смъртта на съпруга си, като регент на малолетния си син Михаил III, Теодора възстановява почитането на иконите. От уважение към Теодора, обичаща мъжа си, паметта му не е предадена на анатема от Константинополският събор през 842 година и последовалото Тържество на Православието (843 г.)

### Войни
При Теофил империята води тежки войни с Абасидския халифат, които се оказват като цяло неуспешни. През 830 г. императорът е победен от арабите в Анатолия. През 831 г. в Сицилия и Киликия протичат едновременно две войни между арабите и ромеите. На запад, въпреки помощта на съюзния венециански флот, арабските войски удържат победа, завземат Палермо, част от остров Сицилия и Южна Италия. На изток Теофил успява лично да проведе успешно настъпление срещу арабите и чества триумф, но през 833 г. в Кападокия отново е победен и е принуден да сключи примирие с цената на значителни парични плащания. Византия води дипломация с Франкската империя, търси подкрепата на хазарите срещу печенегите.
Империята продължава примирието с българите, но въпреки това през 836 г. е изпратена морска експедиция на север от Дунав, която връща обратно във Византия пленените по времето на хан Крум ромеи. През 837 година в Родопите избухва въстание на славяните (племето смоляни) срещу византийската власт. Българският хан Пресиян се обявява в тяхна подкрепа, нахлува в ромейските предели и присъединява Македония и Беломорска Тракия към България. Опитите на Теофил да предотврати това не успяват, затова византийската дипломация подтиква сърбите да влязат във война с българите, която започва малко след смъртта му, но също не е успешна.
В 837 г. императорът предприема голямо нахлуване в Северна Месопотамия начело на 70 хилядна армия, но през 838 г., след първоначалния успех, Теофил лично търпи решително поражение от арабите, които преследват отстъпващия император чак до Аморион, Фригия, откъдето води произхода си династията му. Градът е превзет и опустошен същата година. Императорът едва се спасява от плен чрез бягство, вероятно спасен от съюзните персийски формирования, въпреки че впоследствие те се разбунтуват срещу него, за което са наказани, а водачът им Теофоб - убит. Новините от Мала Азия достигат в Константинопол в желания от опозиционната сенатска групировка вид - според тях Теофил е убит. Вместо да се опитат да проверят истинността на слуховете, те започват да търсят нов император. Императрицата-майка Ефросина, макар че тогава е монахиня, поддържа интересите си в политиката и навреме изпраща свой човек да търси доведения ѝ син, за да го посъветва да се завърне незабавно. Според по-късни арабски и сирийски източници пратеникът прочел нейното писмо на Теофил, в което пишело: „Ромеите, които се завърнаха, съобщиха, че си мъртъв, и те пожелаха да изберат друг цар; ела бързо“. Теофил се вслушва в съвета й и след известно време е отново в Константинопол, но скоро (на 20 януари 842 г., на 28 години) умира - вероятно от спукване на жлъчката. Често като причина на смъртта му се посочват стресът и срамът от провала срещу арабите, въпреки че към този момент войната не е окончателно изгубена и дори избухналите междуособици в халифата карат арабските войски да се изтеглят и е по-вероятно да е бил най-покрусен от съсипването на Аморион.